# John Jairo Jiménez
John Jairo Jiménez (n. Guayaquil, Ecuador; 3 de abril de 1995) es un futbolista ecuatoriano. Juega de defensa y su equipo actual es Macará de la Serie A de Ecuador.

## Trayectoria
Empezó su carrera futbolística en el equipo millonario en el año 2010, se formó e hizo todas las formativas en el Club Sport Emelec, la sub-14, la sub-16, la sub-18 y la sub-20 en 2014. En 2015 fue traspasado al Guayaquil Sport de la Segunda Categoría de Guayas, en la sub-20 y luego en el equipo principal.
En Guayaquil Sport Club permaneció durante 2 temporadas donde participó en varios partidos del torneo provincial, en ambos torneos el equipo llegó a clasificar a la fase zonal, en 2015 avanzó hasta la fase semifinal y en 2016 hasta el cuadrangular final.
En 2018 llega a la Serie A de Ecuador con Guayaquil City, donde bajo el mando de Pool Gavilánez tuvo su debut en el primer equipo en la máxima categoría del fútbol ecuatoriano el 25 de agosto de 2018, en el partido de la fecha 6 de la segunda etapa 2018 ante Liga Deportiva Universitaria, entró al cambio aquel partido por José Hurtado, el juego terminó con victoria alba por 1-4.
En la temporada 2019 fue ratificado y marcó su primer gol en la Serie A el 9 de febrero de 2019 en la fecha 1 de la LigaPro Banco Pichincha, convirtió el gol a los 84 minutos con el que Guayaquil City empató con Macará como local por 1-1. También esa temporada marcó un autogol ante Barcelona Sporting Club en el estadio Christian Benítez. También participó en varios juegos de la Copa Ecuador.
En 2020 vuelve a marcar el primer gol de la campaña, el 16 de febrero en la victoria 4-1 ante Centro Deportivo Olmedo, en el juego válido por la fecha 1 anotó el primer gol a los 47 minutos.

## Estadísticas

### Clubes
Actualizado al último partido disputado el 17 de agosto de 2025.
| Club                           | Div.          | Temporada     | Liga  | Liga  | Copas nacionales | Copas nacionales | Copas internacionales | Copas internacionales | Total | Total |
| Club                           | Div.          | Temporada     | Part. | Goles | Part.            | Goles            | Part.                 | Goles                 | Part. | Goles |
| ------------------------------ | ------------- | ------------- | ----- | ----- | ---------------- | ---------------- | --------------------- | --------------------- | ----- | ----- |
| Guayaquil Sport · Ecuador      | 3.ª           | 2015          | 28    | 0     | —                | —                | —                     | —                     | 28    | 0     |
| Guayaquil Sport · Ecuador      | 3.ª           | 2016          | 26    | 0     | —                | —                | —                     | —                     | 26    | 0     |
| Guayaquil Sport · Ecuador      | Total club    | Total club    | 54    | 0     | 0                | 0                | 0                     | 0                     | 54    | 0     |
| Atlético Samborondón · Ecuador | 3.ª           | 2017          | 7     | 1     | —                | —                | —                     | —                     | 7     | 1     |
| Atlético Samborondón · Ecuador | 3.ª           | 2018          | 6     | 1     | —                | —                | —                     | —                     | 6     | 1     |
| Atlético Samborondón · Ecuador | Total club    | Total club    | 13    | 2     | 0                | 0                | 0                     | 0                     | 13    | 2     |
| Guayaquil City · Ecuador       | 1.ª           | 2018          | 13    | 0     | —                | —                | —                     | —                     | 13    | 0     |
| Guayaquil City · Ecuador       | 1.ª           | 2019          | 27    | 1     | 2                | 0                | —                     | —                     | 29    | 1     |
| Guayaquil City · Ecuador       | 1.ª           | 2020          | 21    | 1     | —                | —                | —                     | —                     | 21    | 1     |
| Guayaquil City · Ecuador       | 1.ª           | 2021          | 28    | 0     | —                | —                | 2                     | 0                     | 30    | 0     |
| Guayaquil City · Ecuador       | 1.ª           | 2022          | 29    | 0     | 1                | 0                | —                     | —                     | 30    | 0     |
| Guayaquil City · Ecuador       | Total club    | Total club    | 118   | 2     | 3                | 0                | 2                     | 0                     | 123   | 2     |
| Marathón Honduras              | 1.ª           | 2023          | 10    | 0     | —                | —                | —                     | —                     | 10    | 0     |
| Marathón Honduras              | Total club    | Total club    | 10    | 0     | 0                | 0                | 0                     | 0                     | 10    | 0     |
| Tacuarembó F. C. · Uruguay     | 2.ª           | 2023          | 8     | 0     | —                | —                | —                     | —                     | 8     | 0     |
| Tacuarembó F. C. · Uruguay     | Total club    | Total club    | 8     | 0     | 0                | 0                | 0                     | 0                     | 8     | 0     |
| Macará · Ecuador               | 1.ª           | 2024          | 16    | 0     | 1                | 0                | —                     | —                     | 17    | 0     |
| Macará · Ecuador               | 1.ª           | 2025          | 4     | 1     | 0                | 0                | —                     | —                     | 4     | 1     |
| Macará · Ecuador               | Total club    | Total club    | 20    | 1     | 1                | 0                | 0                     | 0                     | 21    | 1     |
| Total carrera                  | Total carrera | Total carrera | 223   | 5     | 4                | 0                | 2                     | 0                     | 229   | 5     |
| 1. 2.                          |               |               |       |       |                  |                  |                       |                       |       |       |